# Melanitis bethami
Melanitis bethami är en fjärilsart som beskrevs av De Nicéville 1887. Melanitis bethami ingår i släktet Melanitis och familjen praktfjärilar. Inga underarter finns listade i Catalogue of Life.